# بدوطر بارز
بدوطر بارز (الاسم العلمي: Bodotria clara) هو نوع من المفصليات يتبع جنس البدوطر من الفصيلة البدوطرية.